# Cortaderia hapalotricha
Cortaderia hapalotricha là một loài thực vật có hoa trong họ Hòa thảo. Loài này được (Pilg.) Conert mô tả khoa học đầu tiên năm 1961.